# Руби-и-Бушадорс, Хосеп Антони де
Хосеп Антони де Руби-и-Бушадорс (кат. Josep Antoni de Rubí y Boixadors; 14 мая 1669, Барселона — 31 декабря 1740, Брюссель), маркиз де Руби — вице-король Майорки и Сардинии.

## Биография
Сын Пере де Руби-и-Сабатера (1637—1693), генерала артиллерии, и Регины де Бушадорс (1642—1701).
В 1694 году получил от Карла II титул маркиза за военные заслуги своего отца, который отличился на посту командира терсио в 1673 году в ходе Голландской войны, а в 1693 году в чине генерала артиллерии руководил обороной Росаса от французов, 8 июня был ранен в руку при взрыве бомбы и умер 25-го числа. 3 июля Карл II пожаловал Хосепу Антони титул маркиза де Руби, пост военного советника и обязался произвести в офицерский чин при первой же вакансии. В 1700 году был одним из основателей и первым секретарем Академии недоверчивых, литературной и исторической организации, созданной Карлом II. Президентом академии был его родственник граф де Савелья, как и маркиз де Руби, сторонник Габсбургов.
Филипп V безуспешно пытался привлечь Руби на свою сторону, но маркиз в войне за Испанское наследство был убежденным сторонником Карла III, участвовал в австрийских кортесах Каталонии в 1706 году и, как и Савелла, капитаном Коронелы.
В том же году участвовал в обороне Барселоны и был назначен помощником эрцгерцога. В 1708 году стал полковником пехоты, а в 1711 году, получил, как и его отец, чин генерала артиллерии. В 1713 году он был назначен вице-королем и генерал-капитаном Майорки. 25 февраля прибыл на остров и вступил в должность, став последним его габсбургским наместником.
Уже 19 марта императрица Елизавета Кристина покинула Барселону, к которой продвигались французские войска. Руби сообщил чиновникам о подписании Утрехтского мира и при этом ввел в заблуждение, представив договор как победу императора, которую он распорядился отпраздновать. Соглашение предусматривало эвакуацию Каталонии, Майорки и Ибицы. Граф фон Штаремберг распустил войска и покинул Барселону летом 1713 года, к большому разочарованию каталонцев, но на Майорке вице-король Руби отказался проводить эвакуацию и приготовился к обороне, вопреки возражениям местных властей.
Поскольку Барселона решила в одиночку продолжать сопротивление, Руби предпринял попытку отправить в город продовольствие.
Филипп V рассчитывал на исполнение условий мира, а потому послал на Майорку всего четыре галеры, бросившие якорь в порту Пальмы в августе 1713. Руби, продолжая действовать в интересах Карла VI, сохранявшего титул католического короля, отказался передавать власть.
После падения Барселоны в сентябре 1714 Руби усилил приготовления к войне, а также борьбу против местных сторонников Бурбонов. По случаю коронации императрицы королевой Венгрии 18 ноября 1714 года он был назначен палатным дворянином. В начале 1715 года на Майорку прибыло подкрепление из Неаполя, что способствовало подъему морального духа австрийского сопротивления, но военная экспедиция Асфельда, отправившаяся в июне 1715 из Барселоны, без особых трудностей захватила остров. 2 июля маркиз Руби сдал столицу Майорки, после чего отбыл на английском корабле в Геную.
В 1717 году был назначен габсбургским вице-королем Сардинии, но в том же году этот остров был захвачен испанской армией маркиза де Леде. Позднее Руби стал губернатором Антверпена, был произведен в генерал-фельдцейхмейстеры (15.04.1717), затем в генерал-фельдмаршалы (29.10.1723). С 1725 года он был президентом и хранителем печати Совета, управлявшего Австрийскими Нидерландами из Вены. В 1734 году был назначен наместником Сицилии, но не успел вступить в должность до вторжения Бурбонов на остров и вернулся в Вену.

## Семья
Жена (3.05.1702): Изабель де Корбера-Сантклимент (7.06.1670—?)
Дочь:
- Мария Франсиска де Руби-и-Корбера (ок. 1710—?), маркиза де Руби. Муж (ок. 1740): Франсиско Пиньятелли (1686—1754)